# Difenoxarsine-10-yloxide
 Difenoxarsine-10-yloxide, ook bekend als OBPA (van het Engelse 10,10'-oxybisphenoxarsine), is een organische arseenverbinding met als brutoformule C24H16As2O3. Het werkt bacteriostatisch, als bactericide en als fungicide. Oorspronkelijk werd het op de markt gebracht als pesticide, meer bepaald als fungicide. Het werd gepatenteerd door Dow Chemical, en als dusdanig in 1965 in de Verenigde Staten geregistreerd.

## Toepassingen
Difenoxarsine-10-yloxide is een zeer toxische stof en het gebruik in de landbouw is niet meer toegelaten. Het wordt nog wel gebruikt als toevoegstof in plastics, vooral flexibel pvc en polyurethanen, met als functie het verhinderen van de groei van micro-organismen, in producten die binnenshuis gebruikt worden zoals douchegordijnen, vloer- en wandbekleding. Een merknaam is Vinyzene van Rohm & Haas.
Ook in anti-aanslaglagen en voor de behandeling van hout is het toegepast. De concentratie van difenoxarsine-10-yloxide bedraagt daarbij 1 tot 5%.
In lagere concentraties wordt het gebruikt als een conserveermiddel in verschillende materialen onder meer kleefstoffen, coatings, papier, plastics, vezels of tapijten. Het mag niet gebruikt worden in materialen die met voedingswaren in contact kunnen komen.

## Regelgeving
De Europese Unie beschouwt difenoxarsine-10-yloxide als een bestaande werkzame stof volgens Europese richtlijn 98/8/EG (de biocidenrichtlijn): dat wil zeggen dat de stof op de markt was vóór 14 mei 2000. Ze is opgenomen in de lijst van stoffen die moeten worden geëvalueerd op hun gezondheids- en milieurisico's, in het kader van het beoordelingsprogramma voor producttype 9 (conserveringsmiddelen voor vezels, leer, rubber en gepolymeriseerde materialen). Voor deze productsoort moesten de dossiers bij de Europese instanties ingediend worden tussen 1 mei en 31 oktober 2008. De evaluatie gebeurt in principe binnen een termijn van twaalf maanden na ontvangst van het volledige dossier.

## Toxicologie en veiligheid
Difenoxarsine-10-yloxide is een corrosieve stof en is zeer toxisch voor vissen, ongewervelde waterdieren, vogels en zoogdieren. Het is een neurotoxische stof, die effecten op het zenuwstelsel kan hebben.
Arseenverbindingen als groep zijn kankerverwekkende stoffen, hoewel van difenoxarsine-10-yloxide zelf niet bekend is of het kankerverwekkend is.
De Europese Unie heeft (nog) geen indeling, gevaarsymbolen of H- en P-zinnen vastgesteld voor deze stof.